# Jean van Heijenoort
Jean Louis Maxime van Heijenoort [van ɛjɛnɔrt], (23 juillet 1912 – 29 mars 1986) est un pionnier français de la logique mathématique.
Il a également été le secrétaire personnel de Léon Trotski de 1932 à 1939 et un activiste trotskyste de 1939 à 1947.

## Biographie
Van Heijenoort est né à Creil en France. La situation financière de sa famille était difficile, son père, immigrant néerlandais, étant mort quand il avait deux ans. Il a néanmoins acquis une éducation traditionnelle française formelle, comme l'attestent ses écrits en français. Plus tard naturalisé citoyen américain, il a visité la France deux fois par an de 1958 à sa mort, et est resté très attaché à sa famille et à ses amis français.

### Point de vue politique
En 1932, recruté par Yvan Craipeau, il rejoint le mouvement trotskiste et la Ligue communiste. Peu après, Trotski, récemment exilé, l'embauche comme secrétaire et garde du corps, principalement pour sa maîtrise du français, du russe, de l'allemand et de l'anglais. Il œuvre ainsi pendant sept ans dans la maison de Trotski, aidant Trotski à écrire plusieurs livres et à tenir une vaste correspondance intellectuelle et politique en plusieurs langues.
En 1939, van Heijenoort déménage à New York pour vivre avec sa seconde épouse, Béatrice Guyer, dite Bunny. Il y travaille pour le Parti socialiste des travailleurs (US) (SWP) et écrit un certain nombre d'articles pour la presse trotskyste américaine. Il est élu au secrétariat de la Quatrième Internationale en 1940, mais en démissionne lorsque Felix Morrow et Albert Goldman, avec lesquels il avait intégré le parti, sont expulsés du SWP (Goldman rejoint par la suite le Parti des travailleurs des États-Unis, contrairement à Morrow). En 1941, des textes signés de son pseudonyme, Marc Lorris, parviennent à des résistants Révolutionnaires communistes autrichiens exilés à Montauban. En 1947, il est à son tour expulsé du SWP. En 1948, il publie dans le Partisan Review un article intitulé "Le Bilan d'un Siècle" sous le pseudonyme de Jean Vannier dans lequel il rejette la part du marxisme qui considère le prolétariat comme la classe révolutionnaire. Il continua à considérer d'autres parts du marxisme comme vraies.

### Travaux universitaires
Après avoir terminé un Ph. D. en mathématiques à l'université de New York en 1949 sous la direction de J.J. Stoker, il y enseigne les mathématiques avant de se tourner vers la logique et la philosophie des mathématiques, en bonne partie sous l'influence de Georg Kreisel. Il commence à enseigner la philosophie, d'abord à temps partiel à l'université Columbia, puis à temps plein à l'université Brandeis, de 1965 à 1977. Il passe une grande partie de sa dernière décennie à l'université Stanford, à écrire 8 livres, dont certaines parties des Collected Works de Kurt Gödel.
L'anthologie From Frege to Gödel (van Heijenoort, 1967), peut-être le livre le plus important jamais publié sur l'histoire de la logique et des fondements des mathématiques, est une anthologie de traductions. Il commence par la première traduction complète de l'Idéographie de Frege (Begriffsschrift, 1879), qui est suivie de 45 textes historiques importants sur la logique mathématique et la théorie axiomatique des ensembles, initialement publiés entre 1889 et 1931. L'anthologie se termine par les articles fondamentaux de Gödel sur l'incomplétude de l'arithmétique de Peano.
Cette anthologie a largement contribué à faire avancer l'idée que la logique moderne commence avec la Begriffsschrift. Selon Grattan-Guinness (2000), ce point de vue sur l'histoire de la logique est erroné, car Frege emploie une notation idiosyncrasique et a été beaucoup moins lu, par exemple, que Peano. Ironie du sort, van Heijenoort (1967) est souvent cité par ceux qui préfèrent la position « modèle-théorétique » sur la logique et les mathématiques, dont les principaux acteurs sont George Boole, Charles Sanders Peirce, Ernst Schröder, Leopold Löwenheim, Thoralf Skolem, Alfred Tarski, et Jaakko Hintikka. L'anthologie sous-estime la logique algébrique de De Morgan, Boole, Peirce et Schröder, mais consacre plusieurs pages à Skolem, et comprend le texte de Löwenheim de 1915, article fondateur de la théorie des modèles.

### Vie personnelle
Van Heijenoort eut un enfant de deux de ses quatre épouses. Tout en vivant avec Trotsky au Coyoacán, qui est aujourd'hui un quartier de Mexico, la première femme de van Heijenoort l'a quitté à la suite d'affrontements avec la conjointe de Trotsky. Van Heijenoort était aussi l'un des amants de Frida Kahlo  (il est joué par Felipe Fulop dans le film Frida). Van Heijenoort n'est pas impliqué dans l'assassinat de Trotski en 1940 puisqu'il était aux États-Unis depuis 1939. Van Heijenoort a également  été assassiné à Mexico, 46 ans plus tard, par sa quatrième ex-conjointe, qui s'est ensuite suicidée.

## Œuvres sélectionnées
- 1967a. « Logic as Language and Logic as Calculus », Synthese 17: 324–30.
- 1978. With Trotsky in Exile: From Prinkipo to Coyoacán. Harvard University Press.
- 1985. Selected Essays. Naples: Bibliopolis.

Livres dont Van Heijenoort est le (co-)auteur :
- 1967. From Frege To Gödel: A Source Book in Mathematical Logic, 1879-1931. Harvard University Press; reprinted with corrections, 1977.
- 1986, 1990. Kurt Gödel: Collected Works, Vols. I, II. Oxford University Press.
- 1968. Jacques Herbrand : Écrits logiques. Presses Universitaires de France.
- 1980. Leon et Natalia Trotsky : Correspondance 1933-38. Paris: Gallimard.